# 265
Évszázadok: 2. század – 3. század – 4. század
Évtizedek: 210-es évek – 220-as évek – 230-as évek – 240-es évek – 250-es évek – 260-as évek – 270-es évek – 280-as évek – 290-es évek – 300-as évek – 310-es évek
Évek: 260 – 261 – 262 – 263 –  264 – 265 – 266 – 267 – 268 – 269 – 270

## Események

### Római Birodalom
- Licinius Valerianust és Egnatius Lucillust választják consulnak.
- Gallienus császár hadjáratot indít a birodalomból kiszakadó Gall Császárság ellen. Győzelmet arat, de hadvezére, Aureolus hanyagsága miatt Postumus gall császárnak sikerül elmenekülnie. Gallienus beszorítja Postumust egy galliai városba, de az ostrom során egy nyíltól megsebesül és inkább visszavonul. Ezt követően egyik fél sem lép fel támadólag a másik ellen.
- Gallienus elrendeli Mediolanum (Milánó) és Verona megerődítését.
- A gótok és herulok lehajóznak a Fekete-tenger partvidéke mentén és Trákiát dúlják.

### Kína
- Sze-ma Csao, Vej állam régense és tényleges kormányzója meghal, még mielőtt megdönthetné a bábcsászár, Cao Huan uralmát. Helyét legidősebb fia, Sze-ma Jen veszi át.

## Születések
- Kaiszareiai Euszebiosz, keresztény püspök és történetíró

## Halálozások
- Sze-ma Csao, kínai politikus

## Fordítás
- Ez a szócikk részben vagy egészben  a(z)   265 című német Wikipédia-szócikk ezen változatának fordításán alapul.  Az eredeti cikk szerkesztőit annak laptörténete sorolja fel. Ez a jelzés csupán a megfogalmazás eredetét és a szerzői jogokat jelzi, nem szolgál a cikkben szereplő információk forrásmegjelöléseként.